# American Independent Party
De American Independent Party (AIP) is een extreemrechtse, paleoconservatieve politieke partij in de Verenigde Staten.
De partij werd in 1967 gesticht als een conservatieve, segregationistische nationale partij en droeg George Wallace, de voormalige gouverneur van Alabama, voor als presidentskandidaat in de verkiezing van 1968. In 1976 splitste de partij in de huidige American Independent Party en de meer gematigde American Party. Leden van de AIP maakten in de jaren 80 de overstap naar de Populist Party. Sinds 1992 fungeert de partij als de Californische afdeling van de Constitution Party, die nationaal meer bekendheid geniet. Sinds 2008 is de AIP verwikkeld in een interne leiderschapsstrijd. De ene groepering, rond Jim King, blijft bij de Constitution Party, terwijl de groep rond Ed Noonan aansluiting heeft gevonden bij America's Party.
In 2016 gaven 17,2 miljoen Californiërs aan dat ze bij de American Independent Party zijn aangesloten. Dat hoge aantal – waarmee de AIP de derde partij van Californië zou zijn – berust echter op een misverstand; veel inwoners menen dat wanneer ze American Independent aanvinken, ze zich registreren als onafhankelijke kiezers (independents).